# Tom Morris (Radsportler)
Thomas „Tom“ Morris (* 18. September 1944 in Livingston (West Lothian), Schottland) ist ein ehemaliger kanadischer Radrennfahrer und nationaler Meister im Radsport.

## Sportliche Laufbahn
Morris war im Straßenradsport aktiv. Er war Teilnehmer der Olympischen Sommerspiele 1972 in München. Im olympischen Straßenrennen kam er auf den 62. Rang. Im Mannschaftszeitfahren wurde der kanadische Vierer mit Gilles Durand, Brian Chewter, Jack McCullough und Tom Morris 23. des Wettbewerbs.
Bei den Spielen 1976 in Montreal war er erneut am Start. Im olympischen Straßenrennen schied er aus. Kanada wurde im Mannschaftszeitfahren mit Brian Chewter, Marc Blouin, Serge Proulx und Tom Morris auf dem 16. Rang klassiert.
Morris gewann in seiner Karriere als Radrennfahrer drei kanadische nationale Titel. 1970 und 1977 nahm er an den Commonwealth Games teil. Auch bei den Panamerikanischen Spielen vertrat er Kanada.